# 近藤彩希
近藤 彩希（こんどう さき、女性、1989年12月2日 - ）は日本のグラビアアイドル、女優、元ファッションモデル。

## 人物・略歴
- 愛知県名古屋市出身。
- 星座は射手座[1]。
- ラブベリーモデルとしてデビューする以前は、ティーン向け下着カタログ「ワコールジュニア」の下着モデルを務める。
- ファッション雑誌「ラブベリー」のレギュラーモデルとして活躍、現在は卒業。
- TVアニメ「バンブーブレード」(4〜6,15,22話)に声優として出演(浅川明美役)。
- 出身地、出身校が同じ加藤あいの後輩。
- 趣味は映画鑑賞、読書。
- 特技はダンス全般。
- 現在は浜松町でインポートショップ la-vert（ラヴェール）を経営

## 出演

### 雑誌・カタログ
- ラブベリー（専属モデル）
- ワコールジュニア2002春夏・2002秋冬カタログ（モデル）

### 写真集
- 『美少女組! 近藤彩希 14才』
- 『four sphere』
- 『berry smile』 ISBN 4198617805

### 映画
- 逆境ナイン
- Dear Friends
- そのときは彼によろしく
- きみにしか聞こえない
- ZOO

### テレビ
- 正しい王子のつくり方（テレビ東京）
- 友情散歩
- 爆笑問題の検索ちゃん（テレビ朝日）

### アニメ
- バンブーブレード（浅川明美役 テレビ東京）

### ゲーム
- バンブーブレード 〜"それから"の挑戦〜（浅川明美）

### ドラマCD
- バンブーブレード「紅盤」（浅川明美）

### CM
- JR東海
- バンダイ